# 北原沙弥香
北原 沙弥香（きたはら さやか、1993年11月29日 - ）は、日本の声優、歌手、女優、アイドル。愛称はさぁや、さや姉。埼玉県出身。賢プロダクション所属。

## 略歴
2004年にハロー!プロジェクトの研修生ハロプロエッグに加入。以後、テレビアニメ『きらりん☆レボリューション』雪野のえる役として声優を務め、また、同アニメ内のユニット『MilkyWay』としてCDをリリースする等経験を積む。2011年にハロプロエッグを卒業しタイトプロに移籍した。
2011年5月より放送されていたテレビアニメ『イナズマイレブンGO』の空野葵役で本格的に声優としてデビュー。また、同年6月22日に空野葵名義でシングル「やっぱ青春」をリリースし、歌手としてもソロデビューした。
2015年にタイトプロを退社。2016年1月15日より賢プロダクションに所属している。

## 人物
特技・趣味は料理、コスメ収集、メイク、アクションゲーム、ダンス、カメラ、釣り、寝ること。
ハロプロエッグ時代の公式の愛称は「さぁや」である。
憧れの先輩は吉澤ひとみ。ハロプロエッグ時代には話す機会がほとんどなく、シングル「やっぱ青春」のミュージックビデオ撮影で吉澤と共演した際非常に緊張したが「共演できて嬉しかった」と語っている。
ももちゃんという名前のウサギを飼っている。名前の由来はお尻が桃のようだから。
性格は負けず嫌いであり、どんな時でも上を目指してきた。ハロプロエッグでもステージでの立ち位置がセンターでなく端であると非常に悔しい思いをしていたという。声優の世界でトップを目指し努力している。2011年のインタビューでは尊敬する声優として水樹奈々を、気になる声優として田村ゆかりを挙げていた。
アニメやゲームでは10代から20代、高校生からお姉さん、ギャルを演じることが多く、海外作品の吹き替えでは色気のある役や裏切り者など、気の強い役を演じることが多い。
テレビアニメ『サザエさん』には、2019年1月6日放送の「お正月スペシャル」にて初出演。以降はゲストキャラクターや脇役、端役などでレギュラー出演している。2025年には桂玲子の代演で担当していたスズコ役、リカ役を正式に引き継いだ。

## 出演
太字はメインキャラクター

### テレビアニメ
2008年
- きらりん☆レボリューション（2008年 - 2009年、雪野のえる）

2011年
- イナズマイレブンGO（2011年 - 2014年、空野葵） - 3シリーズ

2014年
- スペース☆ダンディ（エミリー〈サイドキックス〉）

2016年
- アイカツスターズ!（2016年 - 2018年、上級生、森きらり、審査員）
- 僕のヒーローアカデミア（オールマイトのファン）
- コンクリート・レボルティオ〜超人幻想〜THE LAST SONG（モモセ）
- ベルセルク（侍女）
- DAYS（小百合の友人）
- マジきゅんっ!ルネッサンス（女子生徒）

2017年
- ちるらん にぶんの壱（京女）
- 武装少女マキャヴェリズム（亀鶴城メアリ）
- ポケットモンスター サン&ムーン（エレキプリンセスB）
- いぬやしき（女子生徒、生徒）
- ドリフェス!R（ファン）

2018年
- ポプテピピック（エルフ）
- サンリオ男子（女子）
- Butlers〜千年百年物語〜（雨宮夕陽、ピーちゃん）
- レイトン ミステリー探偵社 〜カトリーのナゾトキファイル〜（リブ〈幼少期〉）
- デビルズライン（馮静）

2019年
- サザエさん（2019年 - 2025年、ハル&アキ、スズコ〈2代目〉、リカ〈2代目〉 他）
- 賭ケグルイ××（狛喰希）
- キャロル&チューズデイ（美女A）
- 神田川JET GIRLS（CSプロダクションマネージャー、チーフマネージャー）

2020年
- 虚構推理（看護師C、七瀬初実）
- 神様になった日（スタッフ）

2021年
- ジャヒー様はくじけない!（宝石店の店員、犬、女子高生A、インストラクター、店員B 他）

2022年
- 平家物語（女房）
- ヤマノススメ Next Summit（クラスメイト）

2023年
- もういっぽん!（神野睦実）
- Fate/strange Fake -Whispers of Dawn-（女医）
- ポーション頼みで生き延びます!（ジルダ）
- ビックリメン（母C）

2024年
- ラーメン赤猫（白藤由紀）
- アイドルマスター シャイニーカラーズ 2nd season（和泉愛依）

2025年
- キミとアイドルプリキュア♪（咲良音）
- LAZARUS ラザロ（女）

### 劇場アニメ
- 劇場版イナズマイレブンGO 究極の絆 グリフォン（2011年、空野葵[30]）
- 劇場版イナズマイレブンGO vs ダンボール戦機W（2012年、空野葵）
- イナズマイレブン 超次元ドリームマッチ（2014年、空野葵）
- 天気の子（2019年[31]）
- ブルーサーマル（2022年、青凪大学航空部員[32]）

### OVA
- GRANBLUE FANTASY The Animation Extra 2（2017年、子供B）
- エヴァンゲリオン 使徒、博多襲来（2019年）

### Webアニメ
- ポケモンジェネレーションズ（2016年、マーズ）
- 天空侵犯（2021年、メイド仮面）

### ゲーム
2011年
- イナズマイレブンGO（2011年 - 2013年、空野葵、ピクシー） - 3作品
- イナズマイレブン ストライカーズシリーズ（2011年 - 2012年、空野葵） - 2作品

2016年
- ガールフレンド（仮）（林田たまき）
- 白猫プロジェクト（すず）
- 宿星のディストピア（菩薩）

2017年
- ドラゴンジェネシス -聖戦の絆-（ペルセポネ）
- ファイアーエムブレム Echoes もうひとりの英雄王（幼少ロビン）
- Ever Oasis 精霊とタネビトの蜃気楼

2019年
- アイドルマスター シャイニーカラーズ（2019年 - 2024年、和泉愛依）
- ドールズフロントライン（2019年 - 2020年、SPR A3G、03式）

2020年
- GALAXYz（アイナ）
- 聖剣伝説3 TRIALS of MANA（マナの女神、ナレーション、シェーラ）

2021年
- クイズRPG 魔法使いと黒猫のウィズ（シチア・セプテム）

2023年
- アイドルマスター シャイニーカラーズ Song for Prism（2023年 - 2024年、和泉愛依）

2024年
- ファイナルファンタジーVII リバース

### ドラマCD
- ドラマCD イナズマイレブンGO 永遠の絆!!（2012年、空野葵）
- サイレントウィッチーズ2 スオムスいらん子中隊ReBOOT！プレミアム特装版（2019年、ハッキネン）
- メトロ（2020年、ガイド音声）
- 零れ陽にささやかな願いを（川崎玲奈[38]）

### 吹き替え

#### 映画
- サバイバー:生きるに値するもの（2016年、グルビン）
- アレックス・ストレンジラブ（2018年、クレア〈マデリーン・ワインスタイン〉）
- RAW 〜少女のめざめ〜（2018年、学生）
- フォードvsフェラーリ（2020年）[39]
- マジックに魅せられて（2020年、ヴェラ・コスタ〈イザベラ・アルヴァレス〉[40]）
- ファンタジー・アイランド（2020年、メラニー・コール〈ルーシー・ヘイル〉
- WHO AM I?（2021年、ユキ〈山本未來〉[41]）※テレビ朝日版（追加収録部分）
- ホーカス ポーカス2（2022年、ウィニフレッド・サンダーソン（若年期）〈テイラー・ヘンダーソン〉[42]）

#### ドラマ
2017年
- キス・ミー・ファースト（ティッピ）

2018年
- 仮面の王 イ・ソン（ファグン〈ユン・ソヒ〉）
- バッド・ブラッド: 憎しみのマフィア（ソフィ 他）
- プロジェクト・ランウェイ16（ショーン・ビュイテンドープ）
- マジシャンズ（ジェーン・チャットウィン）
- マニアック（オリビア 他）
- 欲望は止まらない!（2018年 - 2019年、マグノリア・バーナード〈エリン・ウェストブルック〉） - 2シリーズ

2019年
- 宇宙船レッド・ドワーフ号 シーズン12（グレタ）
- ザ・ポリティシャン（アストリッド〈ルーシー・ボイントン〉）
-  ナイトフライヤー（テシア〈ミランダ・レーゾン〉）
- シカゴ・メッド（2019年 - 2022年、バードヴィ、オーウェン） - 2シリーズ
- ソーイング・ビー
- ヒューマンズ シーズン3（アグネス）

2020年
- レイ・ドノヴァン ザ・フィクサー シーズン6（ブリジット・ドノヴァン〈ケリス・ドーシー〉）

2021年
- ドクター･デス 死を呼ぶ医者（ウェンディ・ヤング）

2022年
- スノードロップ（ウン・ヨンロ〈ジス〉）
- エセックスの蛇（フランキー）

2024年
- 自由研究には向かない殺人 （カーラ・ワード〈アシャ・バンクス〉）
- 正港署 (リン・ズーチン〈ワン・ジン〉)
- ラブ・イズ・ブラインド 〜外見なんて関係ない?!〜 シーズン7 #13

2025年
- ベルリン ER（オリビア）

#### アニメ
- マーベル スパイダーマン（2017年、リズ・アレン）
- ミラキュラス レディバグ&シャノワール（2019年、リラ・ロッシ[50] / ヴォルピーナ / カメレオン）
- ふしぎの国 アンフィビア（2021年、サーシャ・ウェイブライト）
- パパはバウンティ・ハンター（2023年、リサ[51]）
- ちびっこマダガスカル（2023年、ピクルス[52]）
- スーパーチームフォー（2023年、テムウェ[53]）

### 特撮
- ナンバーワン戦隊ゴジュウジャー（2025年、ギャルノーワンの声[54]）

### ボイスオーバー
- 脱出おひとり島（ソン・ジア）

### ラジオCD
- WEBラジオ「武装少女マキャヴェリズム すくすく矯正するらじお!」出張版CD（2017年） - BD・DVD限定版特典
- ラジオCD「武装少女マキャヴェリズム すくすく矯正するらじお！」（2017年）

### テレビ番組
※はインターネット配信。
- 第2回「真剣 女の陣 ザ☆キラー♡コンテンツ!」（2011年、エンタ!371※）
- エネ塾（2017年 - 、静岡朝日テレビ）三島イチゴの声
- 逢田梨香子のスローな休日（2018年4月29日 - 、TBSチャンネル）
- ミュージックブレイク〜声優のひと息〜（2021年10月19日、テレビ東京）

### ラジオ
※はインターネット配信。
- 北原沙弥香のドリョクノサイノウ♪（2011年 - 2012年、超!A&G+※〈超!A&G+ デジスタ 内包番組〉）[55]
- 武装少女マキャヴェリズム すくすく矯正するらじお!（2017年、音泉※・ニコニコ動画※）
- アイドルマスター シャイニーカラーズ はばたきラジオステーション（2019年 - 、ASOBI CHANNEL※） - 週替わりパーソナリティ

### インターネット番組
- 幸村恵理と北原沙弥香のさやえり姉妹（2020年、ニコニコ生放送）[56]
- これが北原ｰ This is KITAHARA（2021年 - 、ニコニコ生放送）[57]
- 丸岡和佳奈のごめんあそばせ北原さん（2021年3月31日 -  4月28日、ニコニコ生放送、YouTube Live）[58] ゲストパーソナリティ ※全3回配信

### 実写映画
- 怪談新耳袋 怪奇 ツキモノ（2010年、矢嶋啓子 役[59][60]）

### 朗読劇
- 季節の朗読「しきよみ」#4 春の朗読劇【願い】（2023年3月4日、J:COMホール八王子）[61]
- 朗読劇『刹那の少女』（2023年6月11日、アニメイトシアター）[62]
- 賢プロダクション40周年、スクールDUO25周年記念公演 朗読劇『VOY!VOY!VOY!~新たなる光をまとって~』（2024年4月6日 - 7日、シアター・アルファ東京）[63]

### 舞台
2000年代
- 劇団ゲキハロ旗揚げ公演「江戸から着信!?〜タイムスリップto圏外!〜」（2006年11月1日 - 12日、池袋シアターグリーン BIG TREE THEATER）
- 2009年秋期エッグ研修発表会〜女優宣言〜（2009年10月10日・12日、池袋シアターグリーン BIG TREE THEATER）
- 凛として!（2009年11月4日 - 8日、池袋シアターグリーン BIG TREE THEATER）

2010年代
- かいぶつのこども（2010年4月8日 - 12日、シアタートラム）
- 2010年秋季エッグ研修発表会〜女優宣言〜（2010年10月3日、時事通信ホール）
- ソラオの世界（2013年2月9日 - 2月17日、東京芸術劇場シアターウエスト）
- 女体シェイクスピア004『失禁リア王』（2013年9月5日 - 17日、吉祥寺シアター）
- The kaidan アルプス一万尺 final（2014年7月30日 - 8月3日、シアターサンモール）
- 舞台版 心霊探偵八雲 祈りの柩（2015年2月11日 - 22日、新国立劇場小劇場 / 2月27日 - 3月1日、ABCホール）
- シザーブリッツ「MEIDO IN HEAVEN」（2015年9月8日 - 14日、中野・劇場MOMO） - 主演
- ことだま屋本舗EXステージvol.9「SEVEN EDGE / ゆーどうぶ。」（2019年9月23日）
  - 『SEVEN EDGE』（侑莉）
  - 『ゆーどうぶ。』（木紋くれあ）

### 映像商品

#### ライブ
- 第一回 ハロー!プロジェクト新人公演〜さるの刻〜/〜とりの刻〜（2007年9月25日）
- Hello! Project 2008 Summer ワンダフルハーツ公演 〜避暑地でデートいたしまSHOW〜（2008年10月22日）
- 2008 ハロー!プロジェクト新人公演 9月 〜芝公園STEP!〜（2008年11月）[70]
- Hello! Project 2009 Winter ワンダフルハーツ公演 〜革命元年〜（2009年3月25日）
- 2009 ハロー!プロジェクト新人公演 6月 〜中野STEP!〜（2009年9月）[71]
- バンダイナムコエンターテインメントフェスティバル 2days LIVE Blu-ray（2020年）[72]
- 「THE IDOLM@STER SHINY COLORS MUSIC DAWN」Blu-ray（2021年）[73]
- 「THE IDOLM@STER SHINY COLORS 2ndLIVE STEP INTO THE SUNSET SKY」Blu-ray（2021年）[74]
- 「THE IDOLM@STER SHINY COLORS 3rdLIVE TOUR PIECE ON PLANET / NAGOYA / TOKYO / FUKUOKA」Blu-ray（2022年）[75]  [76]  [77]
- 「THE IDOLM@STER SHINY COLORS 4thLIVE 空は澄み、今を越えて。」Blu-ray（2022年）[78]
- バンダイナムコエンターテインメントフェスティバル 2nd 2days LIVE Blu-ray（2023年）[79]
- THE IDOLM@STER M@STERS OF IDOL WORLD!!!!! 2023 Blu-ray PERFECT BOX!!!!!（2023年）[80]
- 「THE IDOLM@STER SHINY COLORS 5thLIVE If I_wings.」Blu-ray（2023年）[81]
- 283PRODUCTION SOLO PERFORMANCE LIVE「我儘なまま」Blu-ray（2024年）[82]
- THE IDOLM@STER SHINY COLORS 5.5th Anniversary LIVE「星が見上げた空」Blu-ray（2024年）[83]
- 「異次元フェス アイドルマスター★♥ラブライブ！歌合戦」Blu-ray（2024年）[84]

#### その他
- 劇団ゲキハロ旗揚げ公演「江戸から着信!?〜タイムスリップto圏外!〜」（2007年1月17日）[85]
- 第1回ハロー!プロジェクト新人公演 History of Hello! Pro EGG（2007年5月13日）
- ハロプロエッグ DVD PAMPHLET（2007年11月23日）
- ハロプロ エッグ DVD MAGAZINE Vol.1（2009年4月5日）
- 今日は何の日?エッグの日!DVD 〜シンクロクイズ編〜（2009年12月24日）
- 今日は何の日?エッグの日!DVD 〜ゲーム編〜（2009年12月24日）
- 凛として!（2010年2月18日）[86]
- ハロプロ エッグ DVD MAGAZINE Vol.2（2010年3月27日）
- かいぶつのこども（2010年7月14日）[87]
- 怪談新耳袋 怪奇 ツキモノ（2011年2月9日）[59]

### その他コンテンツ
- LINEスタンプ『アイドルマスター シャイニーカラーズ』（2019年 - 2020年、和泉愛依） - 2作品
- ASMR『武装少女マキャヴェリズム ほんのりSっ気のある金髪お嬢様が焦らして遊んでたっぷり気持ちよくしてくれる泡泡ASMR 亀鶴城メアリ』（2020年、亀鶴城メアリ）
- オンラインリアル脱出ゲーム「SEARCH ACCOUNT」（2023年、愛野ミノリ）

## ディスコグラフィ

### キャラクターソング
| 発売日   | 商品名                                                                               | 歌 | 楽曲 | 備考                                                                             |
| 2008年   | 2008年                                                                               | 2008年 | 2008年 | 2008年                                                                           |
| -------- | ------------------------------------------------------------------------------------ | --- | --- | -------------------------------------------------------------------------------- |
| 8月27日  | きらりん☆レボリューション・ソング・セレクション4                                     | 雪野のえる（北原沙弥香） | 「アナタボシ（のえるVer.）」 「サンサンGOGO（のえるVer.）」 | テレビアニメ『きらりん☆レボリューション』関連曲                                  |
| 2009年   |                                                                                      | | |                                                                                  |
| 3月1日   | きらりん☆レボリューション・ソング・セレクション5                                     | 雪野のえる（北原沙弥香） | 「負けん気！強気！元気！前向き！」 | テレビアニメ『きらりん☆レボリューション』関連曲                                  |
| 2011年   |                                                                                      | | |                                                                                  |
| 6月22日  | やっぱ青春                                                                           | 空野葵（北原沙弥香） | 「やっぱ青春」 | テレビアニメ『イナズマイレブンGO』エンディングテーマ                             |
| 6月22日  | やっぱ青春                                                                           | 空野葵（北原沙弥香） | 「ガムシャラ」 | テレビアニメ『イナズマイレブンGO』関連曲                                         |
| 11月9日  | かなり純情                                                                           | 空野葵（北原沙弥香） | 「かなり純情」 | テレビアニメ『イナズマイレブンGO』エンディングテーマ                             |
| 11月9日  | かなり純情                                                                           | 空野葵（北原沙弥香） | 「窓側から愛をこめて」 | テレビアニメ『イナズマイレブンGO』関連曲                                         |
| 2012年   |                                                                                      | | |                                                                                  |
| 1月25日  | イナズマイレブンGO キャラクターソング オリジナルアルバム                             | 松風天馬（寺崎裕香）、西園信助（戸松遥）、狩屋マサキ（泰勇気）、影山輝（藤村歩）、空野葵（北原沙弥香） | 「雷門中学校 校歌」 | テレビアニメ『イナズマイレブンGO』関連曲                                         |
| 1月25日  | イナズマイレブンGO キャラクターソング オリジナルアルバム                             | 空野葵（北原沙弥香） | 「みんなのために」 | テレビアニメ『イナズマイレブンGO』関連曲                                         |
| 2月8日   | HAJIKE-YO!!                                                                          | 空野葵（北原沙弥香） | 「HAJIKE-YO!!」 | テレビアニメ『イナズマイレブンGO』エンディングテーマ                             |
| 2月8日   | HAJIKE-YO!!                                                                          | 空野葵（北原沙弥香） | 「愛情・情熱・熱風」 | ゲーム『イナズマイレブンGO ダーク』エンディングテーマ                            |
| 2月8日   | HAJIKE-YO!! 初回限定盤                                                               | 空野葵（北原沙弥香） | 「夢のかたまり」 | 劇場アニメ『劇場版イナズマイレブンGO 究極の絆 グリフォン』挿入歌                 |
| 6月13日  | 夏がやってくる                                                                       | 空野葵（北原沙弥香） | 「夏がやってくる」 | テレビアニメ『イナズマイレブンGO クロノ・ストーン』エンディングテーマ            |
| 6月13日  | 夏がやってくる                                                                       | 空野葵（北原沙弥香） | 「夏が終わっちゃう」 | テレビアニメ『イナズマイレブンGO クロノ・ストーン』関連曲                        |
| 10月24日 | 手をつなごう                                                                         | 松風天馬（寺崎裕香）、剣城京介（大原崇）、空野葵（北原沙弥香） | 「手をつなごう」 | テレビアニメ『イナズマイレブンGO クロノ・ストーン』エンディングテーマ            |
| 11月28日 | 『イナズマオールスターズ×TPK』キャラクターソングアルバム「マジで感謝！」             | 空野葵（北原沙弥香）、瀬戸水鳥（美名）、山菜茜（ゆりん） | 「恋のシュークリーム」 | テレビアニメ『イナズマイレブンGO クロノ・ストーン』関連曲                        |
| 2013年   |                                                                                      | | |                                                                                  |
| 2月6日   | 僕たちの城                                                                           | 空野葵（北原沙弥香）、瀬戸水鳥（美名）、山菜茜（ゆりん）、菜花黄名子（悠木碧） | 「青春おでん」 | テレビアニメ『イナズマイレブンGO クロノ・ストーン』エンディングテーマ            |
| 2月27日  | イナズマイレブンGO クロノ・ストーン キャラクターソング オリジナルアルバム            | 空野葵（北原沙弥香） | 「瞳の中にキミがいる」 | テレビアニメ『イナズマイレブンGO クロノ・ストーン』関連曲                        |
| 3月6日   | 春のグラデーション                                                                   | 空野葵（北原沙弥香） | 「春のグラデーション」 |                                                                                  |
| 3月6日   | 春のグラデーション                                                                   | 空野葵（北原沙弥香） | 「昨日の恋はどこ吹く風」 |                                                                                  |
| 7月3日   | 勝手にシンデレラ                                                                     | COLORS | 「勝手にシンデレラ」 | テレビアニメ『イナズマイレブンGO ギャラクシー』エンディングテーマ                |
| 7月3日   | 勝手にシンデレラ                                                                     | COLORS | 「ファンタジーが止まらない」 | テレビアニメ『イナズマイレブンGO ギャラクシー』関連曲                            |
| 8月14日  | イナズマオールスターズ×TPKキャラクターソングアルバム「感動共有！」                   | 空野葵（北原沙弥香）、野咲さくら（遠藤綾） | 「明日も晴れたら」 | テレビアニメ『イナズマイレブンGO ギャラクシー』関連曲                            |
| 8月14日  | イナズマオールスターズ×TPKキャラクターソングアルバム「感動共有！」                   | 空野葵（北原沙弥香） | 「ささやかな祈り」 | テレビアニメ『イナズマイレブンGO ギャラクシー』関連曲                            |
| 11月6日  | ファッション☆宇宙戦士                                                                | COLORS | 「ファッション☆宇宙戦士」 | テレビアニメ『イナズマイレブンGO ギャラクシー』エンディングテーマ                |
| 11月6日  | ファッション☆宇宙戦士                                                                | COLORS | 「誇り高き我らはここにいる」 | テレビアニメ『イナズマイレブンGO ギャラクシー』関連曲                            |
| 2014年   |                                                                                      | | |                                                                                  |
| 2月19日  | イナズマイレブンシリーズ5周年記念「本当にありがとう」                                | 空野葵（北原沙弥香） | 「FIELD OF LOVE」 | テレビアニメ『イナズマイレブン』シリーズ関連曲                                   |
| 2月19日  | イナズマイレブンシリーズ5周年記念「本当にありがとう」                                | 円堂守（竹内順子）、壁山塀吾郎（田野めぐみ）、松風天馬（寺崎裕香）、剣城京介（大原崇）、西園信助（戸松遥）、狩屋マサキ（泰勇気）、影山輝（藤村歩）、空野葵（北原沙弥香）、木野秋（折笠富美子）、音無春奈（佐々木日菜子）、雷門夏未（小林沙苗） | 「雷門中学校 校歌」 | テレビアニメ『イナズマイレブン』シリーズ関連曲                                   |
| 2月19日  | イナズマイレブンシリーズ5周年記念「本当にありがとう」                                | 松風天馬（寺崎裕香）、剣城京介（大原崇）、神童拓人（斎賀みつき）、西園信助（戸松遥）、霧野蘭丸（小林ゆう）、空野葵（北原沙弥香）、瀬戸水鳥（美名）、山菜茜（ゆりん）                                                                           | 「僕たちの城」 | テレビアニメ『イナズマイレブン』シリーズ関連曲                                   |
| 3月5日   | 嵐・竜巻・ハリケーン/恋の祭典にようこそ                                              | COLORS | 「嵐･竜巻･ハリケーン」 | テレビアニメ『イナズマイレブンGO ギャラクシー』エンディングテーマ                |
| 3月5日   | 嵐・竜巻・ハリケーン/恋の祭典にようこそ                                              | COLORS | 「恋の祭典にようこそ」 | ゲーム『イナズマイレブンGO ギャラクシー ビッグバン』エンディングテーマ           |
| 2017年   |                                                                                      | | |                                                                                  |
| 5月3日   | DECIDE                                                                               | 天下五剣 | 「DECIDE」 | テレビアニメ『武装少女マキャヴェリズム』エンディングテーマ                       |
| 5月3日   | DECIDE                                                                               | 亀鶴城メアリ（北原沙弥香） | 「DECIDE feat.メアリ」 | テレビアニメ『武装少女マキャヴェリズム』関連曲                                   |
| 7月12日  | TVアニメ「武装少女マキャヴェリズム」 ミュージック・コレクションVol.1                 | 亀鶴城メアリ（北原沙弥香） | 「romantique」 | テレビアニメ『武装少女マキャヴェリズム』関連曲                                   |
| 2019年   |                                                                                      | | |                                                                                  |
| 4月10日  | THE IDOLM@STER SHINY COLORS FR@GMENT WING 01                                         | シャイニーカラーズ | 「Ambitious Eve」 「いつか Shiny Days」 | ゲーム『アイドルマスター シャイニーカラーズ』関連曲                              |
| 9月11日  | THE IDOLM@STER SHINY COLORS FR@GMENT WING 06                                         | ストレイライト | 「Wandering Dream Chaser」 「Transcending The World」 「Ambitious Eve」 | ゲーム『アイドルマスター シャイニーカラーズ』関連曲                              |
| 12月18日 | THE IDOLM@STER SHINY COLORS FUTURITY SMILE                                           | シャイニーカラーズ | 「FUTURITY SMILE」 「Spread the Wings!!」 | ゲーム『アイドルマスター シャイニーカラーズ』関連曲                              |
| 2020年   |                                                                                      | | |                                                                                  |
| 2月12日  | THE IDOLM@STER SHINY COLORS SWEET♡STEP                                               | シャイニーカラーズ | 「SWEET♡STEP」 「Multicolored Sky」 | ゲーム『アイドルマスター シャイニーカラーズ』関連曲                              |
| 3月21日  | THE IDOLM@STER SHINY COLORS SOLO COLLECTION -SPRING PARTY 2020-                      | 和泉愛依（北原沙弥香） | 「Wandering Dream Chaser」 | ゲーム『アイドルマスター シャイニーカラーズ』関連曲                              |
| 4月8日   | THE IDOLM@STER SHINY COLORS GR@DATE WING 01                                          | シャイニーカラーズ | 「シャイノグラフィ」 「Dye the sky.」 | ゲーム『アイドルマスター シャイニーカラーズ』関連曲                              |
| 7月29日  | THE IDOLM@STER SHINY COLORS SOLO COLLECTION -2ndLIVE STEP INTO THE SUNSET SKY-       | 和泉愛依（北原沙弥香） | 「Transcending The World」 | ゲーム『アイドルマスター シャイニーカラーズ』関連曲                              |
| 8月19日  | THE IDOLM@STER SHINY COLORS GR@DATE WING 06                                          | ストレイライト | 「Hide & Attack」 「Destined Rival」 「シャイノグラフィ」 | ゲーム『アイドルマスター シャイニーカラーズ』関連曲                              |
| 2021年   |                                                                                      | | |                                                                                  |
| 2月17日  | THE IDOLM@STER SHINY COLORS COLORFUL FE@THERS -Luna-                                 | Team.Luna | 「リフレクトサイン」 | ゲーム『アイドルマスター シャイニーカラーズ』関連曲                              |
| 2月17日  | THE IDOLM@STER SHINY COLORS COLORFUL FE@THERS -Luna-                                 | 和泉愛依（北原沙弥香） | 「Going my way」 | ゲーム『アイドルマスター シャイニーカラーズ』関連曲                              |
| 4月14日  | THE IDOLM@STER SHINY COLORS L@YERED WING 01                                          | シャイニーカラーズ | 「Resonance⁺」 「Color Days」 | ゲーム『アイドルマスター シャイニーカラーズ』関連曲                              |
| 4月24日  | THE IDOLM@STER SHINY COLORS SOLO COLLECTION -3rdLIVE TOUR PIECE ON PLANET / TOKYO-   | 和泉愛依（北原沙弥香） | 「Hide & Attack」 | ゲーム『アイドルマスター シャイニーカラーズ』関連曲                              |
| 5月29日  | THE IDOLM@STER SHINY COLORS SOLO COLLECTION -3rdLIVE TOUR PIECE ON PLANET / FUKUOKA- | 和泉愛依（北原沙弥香） | 「Destined Rival」 | ゲーム『アイドルマスター シャイニーカラーズ』関連曲                              |
| 9月8日   | THE IDOLM@STER SHINY COLORS L@YERED WING 06                                          | ストレイライト | 「Another Rampage」 「Timeless Shooting Star」 「Resonance⁺」 | ゲーム『アイドルマスター シャイニーカラーズ』関連曲                              |
| 2022年   |                                                                                      | | |                                                                                  |
| 2月14日  | THE IDOLM@STER SHINY COLORS SOLO COLLECTION -L@YERED WING part 1-                    | 和泉愛依（北原沙弥香） | 「Another Rampage」 | ゲーム『アイドルマスター シャイニーカラーズ』関連曲                              |
| 2月14日  | THE IDOLM@STER SHINY COLORS SOLO COLLECTION -L@YERED WING part 2-                    | 和泉愛依（北原沙弥香） | 「Timeless Shooting Star」 | ゲーム『アイドルマスター シャイニーカラーズ』関連曲                              |
| 4月13日  | THE IDOLM@STER SHINY COLORS PANOR@MA WING 01                                         | シャイニーカラーズ | 「虹の行方」 「Daybreak Age」 | ゲーム『アイドルマスター シャイニーカラーズ』関連曲                              |
| 4月23日  | THE IDOLM@STER SHINY COLORS Synthe-Side 01                                           | アンティーカ、ストレイライト | 「Killer×Mission」 | ゲーム『アイドルマスター シャイニーカラーズ』関連曲                              |
| 4月23日  | THE IDOLM@STER SHINY COLORS Synthe-Side 01                                           | 和泉愛依（北原沙弥香） | 「Killer×Mission」 | ゲーム『アイドルマスター シャイニーカラーズ』関連曲                              |
| 9月14日  | THE IDOLM@STER SHINY COLORS PANOR@MA WING 06                                         | ストレイライト | 「Tracing Defender」 「Overdrive Emotion」 「虹の行方」 | ゲーム『アイドルマスター シャイニーカラーズ』関連曲                              |
| 12月7日  | THE IDOLM@STER SHINY COLORS OFF VOCAL COLLECTION 02                                  | Team.Luna | 「リフレクトサイン」 | ゲーム『アイドルマスター シャイニーカラーズ』関連曲                              |
| 2023年   |                                                                                      | | |                                                                                  |
| 1月18日  | THE IDOLM@STER SHINY COLORS WING COLLECTION -A side-                                 | シャイニーカラーズ | 「Spread the Wings!! -25 colors-」 「Ambitious Eve -25 colors-」 「シャイノグラフィ -25 colors-」 「Resonance⁺ -25 colors-」 「SNOW FLAKES MEMORIES -25 colors-」 「FUTURITY SMILE -25 colors-」 | ゲーム『アイドルマスター シャイニーカラーズ』関連曲                              |
| 2月8日   | THE IDOLM@STER SHINY COLORS WING COLLECTION -B side-                                 | シャイニーカラーズ | 「Multicolored Sky -25 colors-」 「いつか Shiny Days -25 colors-」 「Dye the sky. -25 colors-」 「Color Days -25 colors-」 「Let's get a chance -25 colors-」 「SWEET♡STEP -25 colors-」         | ゲーム『アイドルマスター シャイニーカラーズ』関連曲                              |
| 2月11日  | THE IDOLM@STER SHINY COLORS SOLO COLLECTION -M@STERS OF IDOL WORLD!!!!! 2023-        | 和泉愛依（北原沙弥香） | 「Let’s get a chance」 | ゲーム『アイドルマスター シャイニーカラーズ』関連曲                              |
| 3月18日  | THE IDOLM@STER SHINY COLORS SOLO COLLECTION -5thLIVE If I_wings. part1-              | 和泉愛依（北原沙弥香） | 「Tracing Defender」 | ゲーム『アイドルマスター シャイニーカラーズ』関連曲                              |
| 3月18日  | THE IDOLM@STER SHINY COLORS SOLO COLLECTION -5thLIVE If I_wings. part2-              | 和泉愛依（北原沙弥香） | 「Overdrive Emotion」 | ゲーム『アイドルマスター シャイニーカラーズ』関連曲                              |
| 7月22日  | THE IDOLM@STER SHINY COLORS SOLO COLLECTION -SOLO PERFORMANCE LIVE 我儘なまま Luna-  | 和泉愛依（北原沙弥香） | 「リフレクトサイン」 | ゲーム『アイドルマスター シャイニーカラーズ』関連曲                              |
| 8月9日   | THE IDOLM@STER SHINY COLORS “CANVAS” 05                                              | ストレイライト | 「Imitation Ghost」 「BURN BURN」 「Start up Stand up」 | ゲーム『アイドルマスター シャイニーカラーズ』関連曲                              |
| 10月18日 | THE IDOLM@STER SHINY COLORS Song for Prism 星の声                                    | シャイニーカラーズ | 「星の声」 | ゲーム『アイドルマスター シャイニーカラーズ Song for Prism』テーマソング         |
| 2024年   |                                                                                      | | |                                                                                  |
| 1月      | 日清炎メシ×シャニマス コラボCDセット 特典CD                                          | HOMURA-GIRLS | 「ホムラインビテーション」 | 日清食品「炎メシ」イメージソング                                                 |
| 3月2日   | THE IDOLM@STER SHINY COLORS SOLO COLLECTION -6thLIVE TOUR Come and Unite! part1-     | 和泉愛依（北原沙弥香） | 「Imitation Ghost」 | ゲーム『アイドルマスター シャイニーカラーズ』関連曲                              |
| 3月2日   | THE IDOLM@STER SHINY COLORS SOLO COLLECTION -6thLIVE TOUR Come and Unite! part2-     | 和泉愛依（北原沙弥香） | 「BURN BURN」 | ゲーム『アイドルマスター シャイニーカラーズ』関連曲                              |
| 3月2日   | THE IDOLM@STER SHINY COLORS SOLO COLLECTION -6thLIVE TOUR Come and Unite! part3-     | 和泉愛依（北原沙弥香） | 「Start up Stand up」 | ゲーム『アイドルマスター シャイニーカラーズ』関連曲                              |
| 4月17日  | THE IDOLM@STER SHINY COLORS シャイニーPRオファー vol.2                               | 小宮果穂（河野ひより）、黛冬優子（幸村恵理）、和泉愛依（北原沙弥香） | 「ONE STAR」 | ゲーム『アイドルマスター シャイニーカラーズ』関連曲                              |
| 4月17日  | THE IDOLM@STER SHINY COLORS シャイニーPRオファー vol.2                               | 和泉愛依（北原沙弥香） | 「ONE STAR」 | ゲーム『アイドルマスター シャイニーカラーズ』関連曲                              |
| 7月24日  | THE IDOLM@STER SHINY COLORS Song for Prism LINKs / 時限式狂騒ワンダーランド          | ストレイライト | 「LINKs」 | ゲーム『アイドルマスター シャイニーカラーズ Song for Prism』関連曲               |
| 7月27日  | THE IDOLM@STER SHINY COLORS LIVE FUN!! -Beyond the Blue sky part2-                   | 和泉愛依（北原沙弥香） | 「SNOW FLAKES MEMORIES」 | ゲーム『アイドルマスター シャイニーカラーズ』関連曲                              |
| 9月11日  | THE IDOLM@STER SHINY COLORS ECHOES 05                                                | ストレイライト | 「Cyber Parkour」 「LIVE LIVE LIVE!」 「Migratory Echoes」 | ゲーム『アイドルマスター シャイニーカラーズ』関連曲                              |
| 10月9日  | THE IDOLM@STER SHINY COLORS プリズムフレア                                           | シャイニーカラーズ | 「プリズムフレア」 | テレビアニメ『アイドルマスター シャイニーカラーズ 2nd season』オープニングテーマ |
| 10月9日  | THE IDOLM@STER SHINY COLORS プリズムフレア                                           | ストレイライト | 「プリズムフレア」 | テレビアニメ『アイドルマスター シャイニーカラーズ 2nd season』関連曲             |
| 10月30日 | THE IDOLM@STER SHINY COLORS Happy Surprise Trick!                                    | 田中摩美々（菅沼千紗）、白瀬咲耶（八巻アンナ）、杜野凛世（丸岡和佳奈）、大崎甜花（前川涼子）、和泉愛依（北原沙弥香） | 「Midnight parade!」 | テレビアニメ『アイドルマスター シャイニーカラーズ 2nd season』関連曲             |
| 10月30日 | THE IDOLM@STER SHINY COLORS Happy Surprise Trick!                                    | シャイニーカラーズ | 「Poison Berry Daughters」 | テレビアニメ『アイドルマスター シャイニーカラーズ 2nd season』関連曲             |
| 12月25日 | THE IDOLM@STER SHINY COLORS Over the prism                                           | ストレイライト | 「Future Designer」 | テレビアニメ『アイドルマスター シャイニーカラーズ 2nd season』関連曲             |
| 12月25日 | THE IDOLM@STER SHINY COLORS Over the prism                                           | シャイニーカラーズ | 「プリズムフレア -23 colors-」 | テレビアニメ『アイドルマスター シャイニーカラーズ 2nd season』関連曲             |
| 2025年   |                                                                                      | | |                                                                                  |
| 3月26日  | THE IDOLM@STER SHINY COLORS Song for Prism Real Mind Shakes / THE LAST PRIDE         | ストレイライト | 「Real Mind Shakes」 | ゲーム『アイドルマスター シャイニーカラーズ Song for Prism』関連曲               |

### その他参加楽曲
| 発売日    | 商品名   | 歌                                                         | 楽曲         | 備考                                                        |
| --------- | -------- | ---------------------------------------------------------- | ------------ | ----------------------------------------------------------- |
| 2006年4月 | 空がある | 福田花音、ストューカス・ロビン・翔子、北原沙弥香、橋田三令 | 「空がある」 | 「Nissen On-line 飛行船プロジェクト2006」キャンペーンソング |

## 書籍

### デジタル写真集
- ハンパないでしょ？（2025年2月13日、集英社［YJ PHOTO BOOK］、撮影：藤原宏）[93]